# Rott (rivière)
Pour les articles homonymes, voir Rott.
 (janvier 2016).
Si vous disposez d'ouvrages ou d'articles de référence ou si vous connaissez des sites web de qualité traitant du thème abordé ici, merci de compléter l'article en donnant les références utiles à sa vérifiabilité et en les liant à la section « Notes et références ».
La Rott est une rivière allemande de 111 km de long qui coule dans le land de la Bavière. Elle est un affluent en rive gauche de l'Inn.

## Géographie
Sa source se trouve dans la municipalité de Wurmsham en Basse-Bavière, entre Landshut et Waldkraiburg. Elle coule vers l'est dans une région rurale et traverse les petites villes de Neumarkt-Sankt Veit, Eggenfelden, Pfarrkirchen et Pocking. Elle se jette dans l'Inn face à Schärding à la frontière avec l'Autriche.

Embouchure de la Rott à l'Inn, Schärding est situé sur la rive opposée